# Ponte da Paz (Calgary)
A Ponte da Paz é uma ponte de pedestres e ciclistas, que cruza o Rio Bow, em Calgary, Canadá. A ponte, projetada pelo arquiteto espanhol Santiago Calatrava, foi aberta ao uso em 24 de março de 2012. Tem o apelido de "Ponte Armadilha de Dedo" pela similaridade com a pegadinha da armadilha de dedo.
A ponte foi construída pela cidade de Calgary para conectar a trilha ao sul do Rio Bow e o centro da cidade com a trilha ao norte do Rio Bow e a comunidade de Sunnyside. Essa conexão foi projetada para comportar o crescente número de pessoas indo e voltando do trabalho e aqueles que usam as trilhas de Calgary. A ponte é usada por 6.000 pessoas por dia e foi ranqueada entre um dos 10 melhores projetos arquitetônicos de 2012 e entre os 10 melhores espaços públicos de 2012.

## Galeria

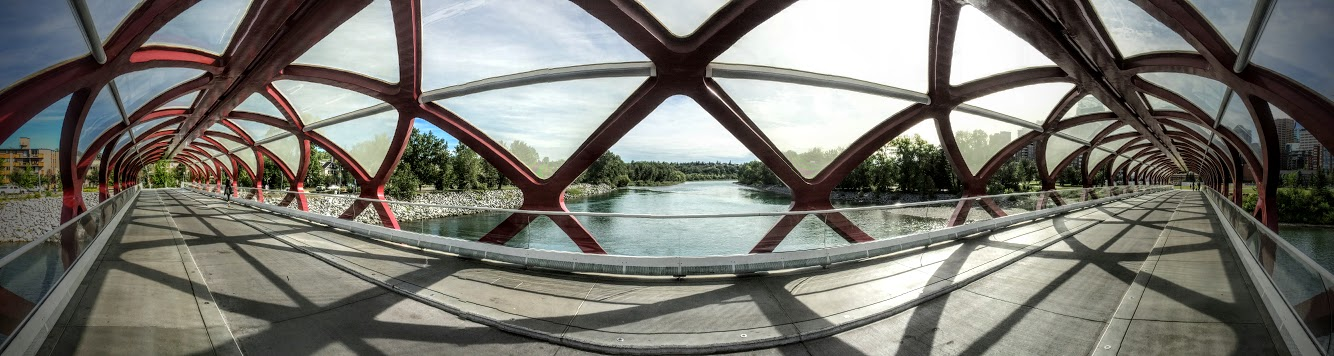
Visão panorâmica do interior da ponte.
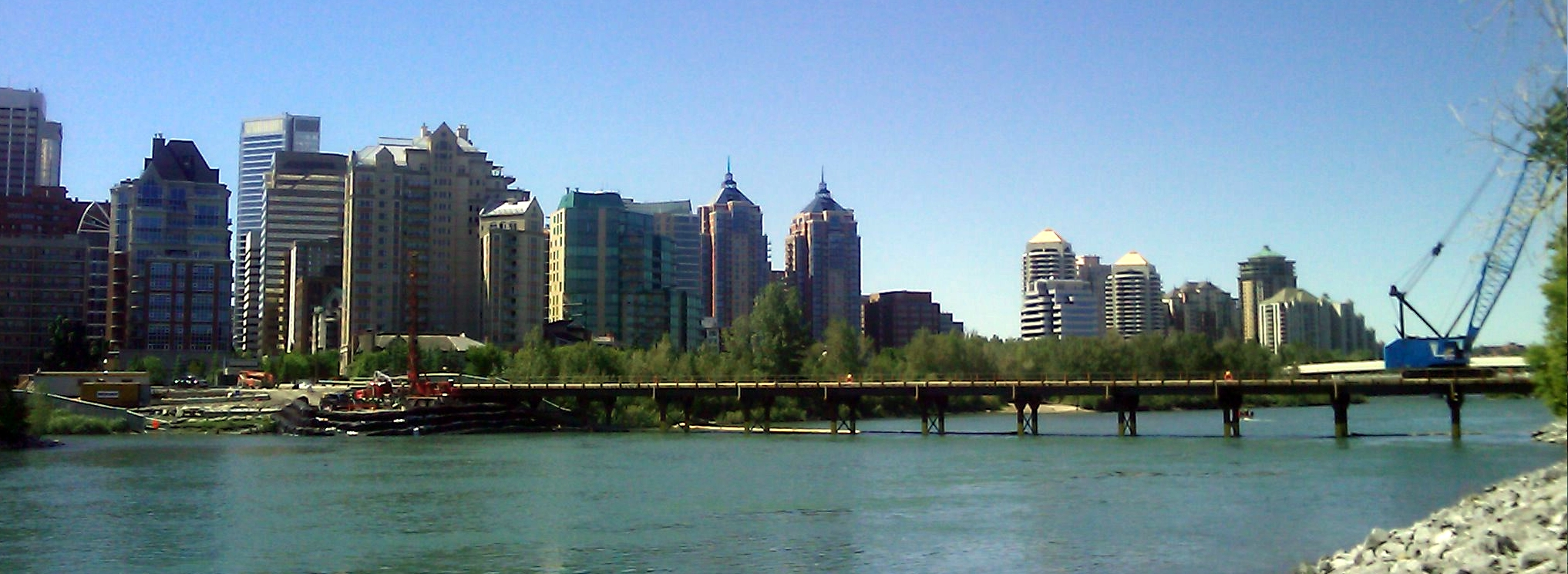
A ponte temporária completada em 2010.